# 麦氏伯劳
麦氏伯劳（学名：Lanius mackinnoni）是伯劳科伯劳属的一种。分布于安哥拉、布隆迪、喀麦隆、刚果共和国、刚果民主共和国、赤道几内亚、加蓬、肯尼亚、尼日利亚、卢旺达、坦桑尼亚和乌干达。其自然栖息地为亚热带或热带的湿润云雾林以及湿润稀树草原。